# Michael Meisner
Michael Meisner (* 5. November 1904 in Würzburg; † 20. September 1990 ebenda) war ein deutscher Rechtsanwalt, Kommunalpolitiker (WWW, nach 1946 parteilos), kurzzeitig Oberbürgermeister der Stadt Würzburg (1946) und 1945–1949 Landrat im Landkreis Würzburg.

## Leben
Meisner ging in Würzburg auf ein Gymnasium. Nach dem Abitur begann er an der Julius-Maximilians-Universität Würzburg Rechtswissenschaft zu studieren. 1923 wurde er im Corps Moenania recipiert. Er wechselte an die Universität Greifswald und wurde 1924 bei Corps Guestfalia Greifswald aktiv. Nach dem Studium und dem Referendariat ließ er sich in Würzburg als Rechtsanwalt nieder. Er engagierte sich für die 1946 bestandene Wahlgemeinschaft Wiederaufbau Würzburg (WWW). Als Nachfolger des von der amerikanischen Militärregierung eingesetzten Gustav Pinkenburg wurde er im Juni 1946 der erste gewählte Oberbürgermeister nach dem Krieg. Am 25. Juli 1945 wurde er von der Militärregierung zum Landrat ernannt. Meisner trat jedoch bereits am 29. Juli wieder vom Amt des Bürgermeisters zurück, was laut Kunze auf sein gespanntes Verhältnis zur Militärregierung und seine Ablehnung durch die CSU zurückzuführen ist. Dem Stadtrat gehörte er weiterhin an. Zu seinen Haupttätigkeiten als Privatmann gehörte sein Engagement für den Kulturverband Mainfranken, dessen Präsident er war. 1949 übernahm Meisner als Lizenznehmer und Herausgeber die Main-Post. Später holte er Karl Richter mit in die Verlagsleitung. Beide bildeten zusammen für zwei Jahrzehnte die Spitze des Verlagshauses. In der Nachkriegszeit in Deutschland engagierte er sich wie Georg Meyer-Erlach, Karl Eyerich und Karsten Rotte für die Rekonstitution des Corps Lusatia Breslau. Mit ihnen erhielt er 1951 das Band. Beerdigt wurde Meisner auf dem Waldfriedhof im Stadtteil Heidingsfeld.